# Canthochilum andyi
Canthochilum andyi là một loài bọ cánh cứng trong họ Bọ hung (Scarabaeidae).